# Samantha Droke
Samantha Raye Droke, född 8 november 1987 i De Leon i Texas, är amerikansk skådespelerska. Hon har bl.a. haft mindre roller i flera TV-serier, såsom Gilmore Girls, Eastwick och CSI: Crime Scene Investigation.